# Sueur (film)
Pour les articles homonymes, voir sueur (homonymie).
Pour plus de détails, voir Fiche technique et Distribution.
Sueur est un moyen métrage d'Abdellatif Kechiche sorti en 2008, en même temps que le DVD de La Graine et le Mulet ; il constitue le deuxième DVD du coffret. Tourné en 2005, Sueur est en quelque sorte le bonus DVD de La Graine et le Mulet puisqu'il comporte en totalité des scènes réalisées pour ce long métrage, notamment la scène de la soirée inaugurale du bateau restaurant et qui n'ont pas pu être montées dans le film qui dure déjà 2 h 32.
Abdellatif Kechiche a donc choisi de faire de ces scènes un film à part entière de quarante minutes. C'est un film musical sans aucun dialogue, uniquement constitué des musiques traditionnelles du Maghreb et des images de danse du ventre, avec une ambiance qui monte de plus en plus et des participants envoûtés par la musique et la danse. Côté distribution, on trouve Hafsia Herzi dans le rôle de la danseuse et tout l'orchestre et les comédiens et figurants de La Graine et le Mulet.

## Distribution
- Hafsia Herzi : Rym
- Habib Boufares : Slimane Beiji
- Faridah Benkhetache : Karima
- Sabrina Ouazani : Olfa
- Olivier Loustau : José
- Alice Houri : Julia
- Bruno Lochet : Mario
- Mohamed Benabdeslem : Riadh
- Leila D'Issernio : Lilia
- Abdelhamid Aktouche : Hamid
- Bouraouïa Marzouk : Souad
- Abdelkader Djeloulli : Kader
- Sami Zitouni : Majid
- Cyril Favre : Sergei
- Hatika Karaoui : Lafita
- Nadia Taoul : Sarah
- Gilles Matheron : un invité
- Henri Cohen : un notable
- Jeanne Corporon : la banquière
- Violaine de Carné : Mme Dorner
- Carole Franck : une invitée au repas